# Darling (chanson de Kana Nishino)
Pour les articles homonymes, voir Darling.
Singles de Kana Nishino
We Don't Stop
(2014) Suki
(2014)
Pistes de with LOVE
Prologue ~You & Me~ Koisuru Kimochi
Darling est le 24e single de la chanteuse de J-pop Kana Nishino.

## Présentation
Il est sorti sous le label SME Records Inc. le 13 août 2014 au Japon. Il sort au format CD et CD+DVD. Il atteint la 6e position à l'Oricon. Il se vend à 22 570 exemplaires la première semaine et reste classé 20 semaines pour un total de 42 075 exemplaires vendus. Darling a été utilisée comme thème musical pour l'émission Mezamashi Television. Les chansons Darling et Love & Joy se trouvent sur l'album with LOVE.

## Pistes
Toutes les paroles sont écrites par Kana Nishino.
| 1. | Darling        | Takashi Yamaguchi      |  |
| 2. | Love & Joy     | Shikata Kay            |  |
| 3. | Still love you | Fast Lane Lisa Desmond |  |

| 1. | Darling Jacket Making & Special Interview DVD |  |